# Jewish Year Book
Il Jewish Year Book è un almanacco destinato alla comunità ebraica del Regno Unito. È stato pubblicato ogni anno dal 1896 ed è attualmente pubblicato da Vallentine Mitchell in associazione con The Jewish Chronicle ed è curato da Stephen W. Massil.
Fornisce un elenco e una guida alle istituzioni ebraiche e alle organizzazioni religiose, sociali, educative, culturali e assistenziali nelle isole britanniche. Include anche elenchi aggiornati di siti web e una guida alle organizzazioni ebraiche di tutto il mondo e un elenco delle ambasciate e delle missioni di Israele. Fornisce un profilo della storia ebraica in Gran Bretagna ed evidenzia le leggi britanniche che sono rilevanti per gli ebrei e il loro posto nella società britannica. Include anche dettagli su personaggi ebrei importanti, necrologi, eventi importanti, digiuni, feste e un calendario. Viene aggiornato annualmente.
Un'appendice elenca tutti gli ebrei che attualmente ricoprono varie posizioni e onorificenze, e un elenco completo di ogni ebreo che abbia mai vinto la Victoria Cross o la George Cross.
L'ISSN della serie è ISSN 0075-3769 e l'edizione 2007 è ISBN 978-0-85303-735-4.